# Quilisma
Il Quilisma  è un neuma speciale utilizzato nella notazione del canto gregoriano.

## Descrizione
La quilisma è una sorta di nota dentellata al centro di un movimento ascensionale che non si trova mai sola, ma è sempre preceduta o da una nota o da un gruppo di note.
Il valore del quilisma è di un tempo primo, quindi non va mai abbreviata o accelerata.
L'effetto del quilisma è retroattivo: prolunga leggermente la nota o le note che lo precedono.